# Рябошапка, Иван Григорьевич
Ива́н Григо́рьевич Рябоша́пка — проповедник и миссионер, один из пионеров русского штундизма и баптизма, пресвитер церкви села Любомирка Херсонской губернии.
Иван Рябошапка был крепостным крестьянином помещика Шибеко, из бедной православной семьи. В юности в поисках заработка он обошёл многие сёла и города юга России. После женитьбы поступил работать на помещичью мельницу. Его семью постигло большое испытание: трое детей умерли один за другим.
После отмены крепостного права Иван Рябошапка познакомился с баптистом Мартином Гюбнером из немецкой колонии Старый Данциг. Через общение с ним и изучение Библии Иван Рябошапка и сам стал баптистом. В его доме стали собираться люди, чтобы послушать Евангелие.
Рябошапка при удобном случае проповедовал даже на ярмарках. Он взбирался на телегу и созывал слушателей криками: «Нашёл, нашёл»! Когда собиралась достаточная группа слушателей, он говорил, что его находка — правда о Боге и спасении души. Рябошапка вынимал из кармана Евангелие и начинал проповедовать.
За проповеди Рябошапка дважды, в 1867 и 1868 годах, подвергался арестам. В 1870 году из-за притеснений сельского и волостного начальства Иван Рябошапка обратился к новороссийскому генерал-губернатору Павлу Коцебу с прошением о дозволении ему и ещё 20 семействам (всего 45 человек) отделиться и выйти на жительство «на вольные степа», чтобы вести совместное хозяйство. Это была первая попытка создания евангельской сельскохозяйственной коммуны (в 1920-х годах эта практика получила распространение в среде евангельских протестантов). Однако Коцебу ответил на прошение отказом.
Иван Рябошапка принял крещение в апреле 1870 года от баптиста Ефима Цимбала. 8 июня 1871 года Рябошапка сам крестил Михаила Ратушного и с ним 48 душ в Одесском уезде.
Не позднее 1873 года Рябошапка вместе с Ратушным, Иоганном Вилером и Г. Кушнеренко составили «Правила вероисповедания новообращенного Русского Братства» (другое название: «Вероучение Михаила Ратушного») — первое или одно из первых вероучений русских баптистов.
Рябошапка участвовал в работе конференции верующих евангельского исповедания, проходившей в 1882 году в колонии Рюкенау (Таврическая губерния); он являлся делегатом объединённого съезда представителей евангельских течений в Петербурге в 1884 году и первого съезда баптистов в Нововасильевке в том же 1884 году. На этом съезде был учреждён Союз русских баптистов. Участники съезда направили Рябошапку для проповеди Евангелия в Киевскую губернию.
На конференции во Владикавказе, проходившей в 1885 году, Рябошапка был избран благовестником по Херсонской и Киевской губерниям.
В 1894 году, в период жестоких репрессий, Рябошапка был выслан на пять лет под надзор полиции в Закавказье, в город Эривань. На основании циркуляра, позволявшего ссыльным выезжать за границу навсегда, без права возвращения в Россию, он подал такое прошение. Но ответ последовал, когда 5-летний срок ссылки в Эривани уже заканчивался. Он получил разрешение выехать в Константинополь, а оттуда он переехал в Болгарию, в Софию, где умер 5 февраля 1900 года.